# Patricia Tallman
Patricia Tallman (6 september 1957) is een Amerikaans actrice en stuntvrouw. Ze werd bekend door haar rollen in Night of the Living Dead en Babylon 5. Zij is ook uitvoerend producent van Studio JMS.

## Carrière
Vanaf 1981 heeft Tallman vooral kleinere rollen gespeeld in films en had ze enkele gastoptredens in tv-series. Zo speelde ze in de soap Generations. Later had ze gastrollen in Tales from the Darkside, Star Trek: The Next Generation, Star Trek: Deep Space Nine en Star Trek: Voyager. Tallman speelde in de serie Babylon 5 het personage van Lyta Alexander. Ze werkte als stuntvrouw onder andere in de plaats van Laura Dern in Jurassic Park. Ook haalde ze gevaarlijke stunts uit voor Gates McFadden in Star Trek: The Next Generation.
Tallman werkte mee aan verschillende films, waaronder Knightriders en Monkey Shines.
In 1990 speelde Tallman de rol van Barbara in de remake van de horrorfilm Night of the Living Dead. Ze speelde in 1992 ook de heks in Army of Darkness.
In 2012 werd Tallman CEO en uitvoerend producent van Studio JMS in samenwerking met schrijver, regisseur en producer J. Michael Straczynski.